# AFI 100 jaar... 100 helden en schurken
AFI's 100 jaar... 100 helden en schurken is een lijst van de 50 grootste filmhelden en -schurken, uitgekozen door het American Film Institute in juni 2003. De lijst is onderdeel van de "AFI 100 jaar...-serie", die sinds het honderdjarig bestaan van de film in 1999 jaarlijks wordt uitgebracht. Het televisieprogramma waarin de lijst geopenbaard werd is gepresenteerd door Arnold Schwarzenegger, en genomineerd voor een Emmy Award.
| 1. Atticus Finch (To Kill a Mockingbird, gespeeld door Gregory Peck) 2. Indiana Jones (Raiders of the Lost Ark, gespeeld door Harrison Ford) 3. James Bond (Dr. No, gespeeld door Sean Connery) 4. Rick Blaine (Casablanca, gespeeld door Humphrey Bogart) 5. Will Kane (High Noon, gespeeld door Gary Cooper) 6. Clarice Starling (The Silence of the Lambs, gespeeld door Jodie Foster) 7. Rocky Balboa (Rocky, gespeeld door Sylvester Stallone) 8. Ellen Ripley (Aliens, gespeeld door Sigourney Weaver) 9. George Bailey (It's a Wonderful Life, gespeeld door James Stewart) 10. T. E. Lawrence (Lawrence of Arabia, gespeeld door Peter O'Toole) 11. Jefferson Smith (Mr. Smith Goes to Washington, gespeeld door James Stewart) 12. Tom Joad (The Grapes of Wrath, gespeeld door Henry Fonda) 13. Oskar Schindler (Schindler's List, gespeeld door Liam Neeson) 14. Han Solo (Star Wars, gespeeld door Harrison Ford) 15. Norma Rae Webster (Norma Rae, gespeeld door Sally Field) 16. Shane (Shane, gespeeld door Alan Ladd) 17. Harry Callahan (Dirty Harry, gespeeld door Clint Eastwood) 18. Robin Hood (The Adventures of Robin Hood, gespeeld door Errol Flynn) 19. Virgil Tibbs (In the Heat of the Night, gespeeld door Sidney Poitier) 20. Butch & Sundance (Butch Cassidy and the Sundance Kid, gespeeld door Paul Newman & Robert Redford) 21. Mohandas K. Gandhi (Gandhi, gespeeld door Ben Kingsley) 22. Spartacus (Spartacus, gespeeld door Kirk Douglas) 23. Terry Malloy (On the Waterfront, gespeeld door Marlon Brando) 24. Thelma Dickenson & Louise Sawyer (Thelma & Louise, gespeeld door Geena Davis & Susan Sarandon) 25. Lou Gehrig (The Pride of the Yankees, gespeeld door Gary Cooper) 26. Superman (Superman, gespeeld door Christopher Reeve) 27. Bob Woodward & Carl Bernstein (All the President's Men, gespeeld door Robert Redford & Dustin Hoffman) 28. Juror #8 (12 Angry Men, gespeeld door Henry Fonda) 29. General George Patton (Patton, gespeeld door George C. Scott) 30. Luke Jackson (Cool Hand Luke, gespeeld door Paul Newman) 31. Erin Brockovich (Erin Brockovich, gespeeld door Julia Roberts) 32. Philip Marlowe (The Big Sleep, gespeeld door Humphrey Bogart) 33. Marge Gunderson (Fargo, gespeeld door Frances McDormand) 34. Tarzan (Tarzan the Ape Man, gespeeld door Johnny Weissmuller) 35. Alvin York (Sergeant York, gespeeld door Gary Cooper) 36. Rooster Cogburn (True Grit, gespeeld door John Wayne) 37. Obi-Wan Kenobi (Star Wars, gespeeld door Alec Guinness) 38. The Tramp (City Lights, gespeeld door Charlie Chaplin) 39. Lassie (Lassie Come Home, gespeeld door Pal) 40. Frank Serpico (Serpico, gespeeld door Al Pacino) 41. Arthur Chipping (Goodbye, Mr. Chips, gespeeld door Robert Donat) 42. Father Edward J. Flanagan (Boys Town, gespeeld door Spencer Tracy) 43. Moses (The Ten Commandments, gespeeld door Charlton Heston) 44. Jimmy "Popeye" Doyle (The French Connection, gespeeld door Gene Hackman) 45. Zorro (The Mark of Zorro, gespeeld door Tyrone Power) 46. Batman (Batman, gespeeld door Michael Keaton) 47. Karen Silkwood (Silkwood, gespeeld door Meryl Streep) 48. The Terminator (Terminator 2: Judgment Day, gespeeld door Arnold Schwarzenegger) 49. Andrew Beckett (Philadelphia, gespeeld door Tom Hanks) 50. Maximus Decimus Meridius (Gladiator, gespeeld door Russell Crowe) | 1. Dr. Hannibal Lecter (The Silence of the Lambs, gespeeld door Anthony Hopkins) 2. Norman Bates (Psycho, gespeeld door Anthony Perkins) 3. Darth Vader (The Empire Strikes Back, gespeeld door David Prowse en stem gedaan door James Earl Jones) 4. Wicked Witch of the West (The Wizard of Oz, gespeeld door Margaret Hamilton) 5. Nurse Ratched (One Flew Over the Cuckoo's Nest, gespeeld door Louise Fletcher) 6. Mister Potter (It's a Wonderful Life, gespeeld door Lionel Barrymore) 7. Alex Forrest (Fatal Attraction, gespeeld door Glenn Close) 8. Phyllis Dietrichson (Double Indemnity, gespeeld door Barbara Stanwyck) 9. Regan MacNeil (The Exorcist, gespeeld door Linda Blair en stem, op moment van bezetting door demoon, gedaan door Mercedes McCambridge) 10. De Koningin (Sneeuwwitje en de zeven dwergen, stem gedaan door Lucille La Verne) 11. Michael Corleone (The Godfather Part II, gespeeld door Al Pacino) 12. Alex DeLarge (A Clockwork Orange, gespeeld door Malcolm McDowell) 13. HAL 9000 (2001: A Space Odyssey, stem van Douglas Rain) 14. The Alien (Alien, gespeeld door Bolaji Badejo) 15. Amon Göth (Schindler's List, gespeeld door Ralph Fiennes) 16. Noah Cross (Chinatown, gespeeld door John Huston) 17. Annie Wilkes (Misery, gespeeld door Kathy Bates) 18. The Shark (Jaws) 19. Captain Bligh (Mutiny on the Bounty, gespeeld door Charles Laughton) 20. Man (Bambi) 21. Mrs. John Iselin (The Manchurian Candidate, gespeeld door Angela Lansbury) 22. The Terminator (The Terminator, gespeeld door Arnold Schwarzenegger) 23. Eve Harrington (All About Eve, gespeeld door Anne Baxter) 24. Gordon Gekko (Wall Street, gespeeld door Michael Douglas) 25. Jack Torrance (The Shining, gespeeld door Jack Nicholson) 26. Cody Jarrett (White Heat, gespeeld door James Cagney) 27. Martians (The War of the Worlds) 28. Max Cady (Cape Fear, gespeeld door Robert Mitchum) 29. Reverend Harry Powell (The Night of the Hunter, gespeeld door Robert Mitchum) 30. Travis Bickle (Taxi Driver, gespeeld door Robert De Niro) 31. Mrs. Danvers (Rebecca, gespeeld door Judith Anderson) 32. Bonnie Parker & Clyde Barrow (Bonnie and Clyde, gespeeld door Warren Beatty & Faye Dunaway) 33. Graaf Dracula (Dracula, gespeeld door Béla Lugosi) 34. Dr. Szell (Marathon Man, gespeeld door Laurence Olivier) 35. J.J. Hunsecker (Sweet Smell of Success, gespeeld door Burt Lancaster) 36. Frank Booth (Blue Velvet, gespeeld door Dennis Hopper) 37. Harry Lime (The Third Man, gespeeld door Orson Welles) 38. Caesar Enrico Bandello (Little Caesar, gespeeld door Edward G. Robinson) 39. Cruella De Vil (101 Dalmatiërs, stem gedaan door Betty Lou Gerson) 40. Freddy Krueger (A Nightmare on Elm Street, gespeeld door Robert Englund) 41. Joan Crawford (Mommie Dearest, gespeeld door Faye Dunaway) 42. Tom Powers (The Public Enemy, gespeeld door James Cagney) 43. Regina Giddens (The Little Foxes, gespeeld door Bette Davis) 44. Baby Jane Hudson (What Ever Happened to Baby Jane?, gespeeld door Bette Davis) 45. The Joker (Batman, gespeeld door Jack Nicholson) 46. Hans Gruber (Die Hard, gespeeld door Alan Rickman) 47. Tony Camonte (Scarface, gespeeld door Paul Muni) 48. Roger "Verbal" Kint (The Usual Suspects, gespeeld door Kevin Spacey) 49. Auric Goldfinger (Goldfinger, gespeeld door Gert Fröbe) 50. Alonzo Harris (Training Day, gespeeld door Denzel Washington) |